# WrestleMania III
WrestleMania III fu la terza edizione dell'annuale omonimo evento in pay-per-view prodotto dalla World Wrestling Federation. L'evento si tenne il 29 marzo 1987 presso il Pontiac Silverdome di Pontiac (Michigan). Lo slogan ufficiale della minifestazione fu "Bigger, Better, Badder". La colonna sonora dell'evento fu il brano Who's Zooming Who? di Aretha Franklin, utilizzato nel montaggio del video finale.
L'evento è inoltre noto per il numero di spettatori presenti, 93.173, il maggior numero di presenze per un evento al coperto nel Nord America all'epoca e il secondo più grande numero di spettatori paganti nella storia del wrestling. Benché il numero in questione sia oggetto di dispute, è comunque considerato il picco di quello che negli Stati Uniti è definito come "boom del wrestling degli anni ottanta. Circa un milione di fan hanno assisitito all'evento in 160 location collegate a circuito chiuso nel Nord America. Diversi milioni di persone hanno visto l'evento tramite pay-per-view e le vendite sotto questa forma hanno portato circa dieci milioni di dollari nelle casse della federazione.

## Storyline
Come accade in occasione di ogni WrestleMania, anche questa edizione fu ampiamente pubblicizzata a partire da molti mesi prima. Il feud principale fu quello che mise l'uno contro l'altro André the Giant e l'allora WWF Champion Hulk Hogan, cominciato quando Hogan ricevette un trofeo dalla WWF per il suo regno da campione che perdurava da oltre tre anni ed André, allora suo buon amico, lo raggiunse per congratularsi. Poco dopo, ad André fu consegnato un trofeo molto più piccolo per essere "imbattuto nella WWF da 15 anni" ed Hogan si felicitò con André, diventando tuttavia la star della premiazione. Arrabbiato da questo comportamento, André si allontanò durante il discorso di Hogan in suo onore; in seguito, durante un'intervista al Piper's Pit, Bobby Heenan, nemico di Hogan di lunga data, annunciò di essere il nuovo manager del francese. André sfidò Hogan ad un match con il titolo in palio a WrestleMania III ed attaccò il lottatore statunitense, strappandogli la catenina e la maglietta.
Un'altra rivalità portata avanti fino a WrestleMania III fu quella tra Ricky Steamboat e l'Intercontinental Champion Randy Savage. Il feud iniziò durante un match tra i due con il titolo in palio, quando Savage attaccò Steamboat mentre salutava i fan a bordo ring. Savage spinse quindi Steamboat oltre le transenne e colpì con una gomitata alla gola l'avversario, infortunandolo alla laringe. Il feud durò oltre sei mesi e si concluse a WrestleMania. George Steele, innamoratosi della manager di Savage Miss Elizabeth, presenziò all'angolo di Steamboat.
La rivalità tra Billy Jack Haynes e Hercules Hernandez iniziò con le esternazioni verso Haynes da parte di Bobby Heenan, il quale disse che Hercules era il vero maestro nell'esecuzione del full nelson; il feud accelerò quando Hercules attaccò Haynes durante una puntata di Superstars of Wrestling, con la conseguente stipulazione di un match speciale per WrestleMania, noto come il "Full Nelson Challenge".
Tra Harley Race e Junkyard Dog la situazione iniziò a precipitare quando il primo si laureò King of the Ring, assumendo il nome di "King" Harley Race ed arrivando sul ring con una corona accompagnato dalla musica Great Gates of Kiev di Modest Petrovič Musorgskij. Dopo ognuna delle sue vittorie, Race era solito forzare lo sconfitto a inginocchiarsi davanti a lui, spesso aiutato dal manager di Race, Bobby Heenan, il quale faceva inginocchiare l'avversario prendendolo per i capelli. Junkyard Dog non accettò il regno autoproclamato di Race nella WWF e disse che non vi sarebbe mai stato un completo dominatore nella federazione; la situazione precipitò il 14 marzo 1987 durante Saturday Night's Main Event, quando King ed il suo manager provarono a far inginocchiare Junkyard Dog ai loro piedi. Ciò portò al loro match a WrestleMania: il perdente avrebbe dovuto inginocchiarsi al cospetto del vincitore.
Il 26 gennaio 1987 i British Bulldogs persero il WWF Tag Team Championship in favore della Hart Foundation; prima dell'inizio dell'incontro, a causa di reali problemi di salute di cui soffriva, Dynamite Kid dovette essere letteralmente trasportato sul ring da Davey Boy Smith e non prese parte fisicamente a gran parte del match. L'arbitro della contesa fu Danny Davis e questi permise alla Hart Foundation di fare ricorso illegalmente a mosse in coppia. Dopo aver passato diverso tempo lontano dal ring, in modo da permettere a Dynamite Kid di tornare in salute, i Bulldogs continuarono la loro rivalità con la Hart Foundation, prendendo parte a WrestleMania III in un match contro la Foundation e Danny Davis, con Tito Santana assieme ai Bulldogs.
Alice Cooper partecipò all'evento prendendo posto all'angolo di Jake Roberts durante il match di questi contro The Honky Tonk Man. Honky Tonk Man attaccò Roberts con una chitarra durante lo Snake Pit (segmento nel corso degli show settimanali durante i quali Roberts intervistava i lottatori), infortunandolo realmente al collo. Questo portò al turn face di Roberts ed all'inizio di una faida tra i due, culminata nel match a WrestleMania.
Il feud tra Adrian Adonis e Roddy Piper ebbe inizio quando, dopo un'assenza dagli show della WWF, Piper tornò nella federazione trovando The Flower Shop, segmento di interviste di Adonis, al posto del suo Piper's Pit. Piper, che al suo ritorno interpretava il ruolo di face, passò settimane denigrando lo show di Adonis ed insultando il wrestler, che portò ad una resa dei conti tra i due show terminata con l'assalto di Adonis ai danni di Piper, col primo aiutato dall'ex guardia del corpo di Piper "Cowboy" Bob Orton e da Don Muraco. Il trio lasciò Piper con il viso macchiato di rossetto (Adonis interpretava la gimmick di un travestito), steso a terra tra quello che restava della scenografia del suo Piper's Pit. Per contro, Piper distrusse lo show di Adonis usando una mazza da baseball. Conseguentemente, i due lottarono in un Hair vs. Hair match a WrestleMania III, annunciato come ultimo match di Piper prima di dedicarsi a tempo pieno alla carriera di attore.

## Evento
Altre personalità presenti
| Ruolo            | Nome:                                                       |
| ---------------- | ----------------------------------------------------------- |
| Commentatori     | Bobby "The Brain" Heenan (Match Rougeaus contro Dream Team) |
| Commentatori     | Gorilla Monsoon                                             |
| Commentatori     | Jesse Ventura                                               |
| Arbitri          | John Benella                                                |
| Arbitri          | Dave Hebner                                                 |
| Arbitri          | Jack Kruger                                                 |
| Arbitri          | Jack Lutz                                                   |
| Arbitri          | Joey Marella                                                |
| Intervistatori   | Mary Hart                                                   |
| Intervistatori   | Vince McMahon                                               |
| Intervistatori   | "Mean" Gene Okerlund                                        |
| Intervistatori   | Bob Uecker                                                  |
| Annunciatori     | Ray Combs                                                   |
| Annunciatori     | Howard Finkel                                               |
| Annunciatori     | Bob Uecker                                                  |
| Addetto al tempo | Mary Hart                                                   |
| Supporters       | Alice Cooper (all'angolo di Jake Roberts)                   |
| Cantante         | Aretha Franklin                                             |

Vince McMahon sostiene che, quando stava per annunciare al microfono "Benvenuti a WrestleMania III" sentì lo spirito di suo padre, Vincent J. McMahon, morto tre anni prima. Lo show iniziò con Aretha Franklin che cantò America the Beautiful.
Il primo match della serata fu The Can-Am Connection (Rick Martel e Tom Zenk) contro "Cowboy" Bob Orton e The Magnificent Muraco. Il match terminò quando Rick Martel colpì Don Muraco con un high cross-body.
Nel successivo incontro, Hercules (con Bobby Heenan al suo angolo) ha lottato contro Billy Jack Haynes nel "Full Nelson Challenge". Il match finì quando Hercules riuscì a chiudere Haynes nella presa full nelson fuori dal ring; i due vennero entrambi contati fuori. Dopo il match, Bobby Heenan assalì Haynes e questi, per tutta risposta, lo inseguì nel ring, dove Hercules lo colpì con la sua catena prima di chiuderlo nuovamente nella full nelson.
Il terzo incontro vide sfidarsi King Kong Bundy, assieme ai midget Lord Littlebrook e Little Tokyo, contro Hillbilly Jim, affiancato dai midget The Haiti Kid e Little Beaver. Il team di King Kong Bundy fu squalificato quando Bundy attaccò Little Beaver (il match prevedeva che i midgets lottassero gli uni contro gli altri).
Il "Loser Must Bow" tra Junkyard Dog e King Harley Race fu il quarto match della serata. "Mean" Gene Okerlund si trovava nel ring con Bobby Heenan, Harley Race e The Fabulous Moolah, quando Moolah disse che Junkyard Dog si sarebbe dovuto inginocchiare al cospetto del Re, come era logico che facesse. Bobby diede a Moolah la corona e le chiese di incoronare il Re dopo il match. Junkyard Dog arrivò sul ring accolto da una grande ovazione. Il match terminò quando Harley Race colpì Junkyard Dog con un belly to belly suplex. Per la stipulazione prevista, Dog fece un piccolo inchino, quindi colpì Harley Race con una sedia. Junkyard Dog prese quindi gli abiti reali di Race e si allontanò dal ring portandoli con sé.
Il quinto match vide di fronte The Dream Team (Greg Valentine e Brutus Beefcake, accompagnati da Johnny Valiant e Dino Bravo) e The Fabulous Rougeaus (Jacques e Raymond); la sfida fu vinta dai primi grazie all'interferenza di Dino Bravo, il quale colpì Raymond mentre stava schienando Valentine, permettendo a quest'ultimo di schienare a sua volta Raymond. Durante tutto il corso del match, Beefcake e Valentine discussero animatamente, tant'è che al termine del match Valentine, Valiant, e Bravo si allontanarono dal ring assieme, senza Brutus Beefcake.
Prima del seguente match, andarono in onda le immagini di un'intervista con Roddy Piper, mentre questi si dirigeva verso il ring in vista del suo ultimo match da wrestler contro Adrian Adonis, accompagnato da Jimmy Hart. Fu Piper ad aggiudicarsi la contesa: Hart salì sul ring pensando che Adonis avesse vinto il match, ma Brutus Beefcake arrivò sul quadrato ed aiutò Piper, il quale chiuse il match con una sleeper hold. Nell'immediato dopo match, come da stipulazione, Brutus tagliò i capelli di Adrian Adonis mentre Piper teneva a terra Jimmy Hart. Adonis scappò via dal ring in preda all'imbarazzo.
Hart Foundation (Bret Hart e Jim Neidhart) e Danny Davis (con Jimmy Hart) contro British Bulldogs (Davey Boy Smith e Dynamite Kid) e Tito Santana; il match fu condotto dai Bulldogs, i quali andarono più volte vicini alla vittoria; tuttavia a portare a casa l'incontro fu il team avversario, quando Danny Davis colpì Davey Boy Smith con il megafono di Jimmy Hart e lo schienò.
Il debutto in un pay-per-view di Butch Reed fu contro "The Bird Man" Koko B. Ware e si concluse con una vittoria del primo. Al termine del match, il manager di Reed, Slick attaccò Koko B. Ware, il quale venne salvato dall'intervento di Tito Santana.
Il match successivo fu valido per il WWF Intercontinental Championship; il campione Randy Savage sfidò Ricky Steamboat. Per circa quindici minuti i due wrestler misero a segno una serie continua di quasi-schienamenti. Quando Savage decise di utilizzare la campana a bordo ring come oggetto contundente, fu bloccato da George Steele, il quale lo colpì facendolo cadere dal paletto. Steambot portò quindi a casa il match evitando lo scoop slam di Savage e chiudendolo in una small package, laureandosi nuovo WWF Intercontinental Champion. Il match è considerato come uno dei più belli mai disputati nella storia della federazione.
Il decimo incontro della serata fu quello tra The Honky Tonk Man e Jake Roberts, con quest'ultimo affiancato all'angolo da Alice Cooper. Il match si concluse con la vittoria del primo grazie all'intervento del proprio manager, Jimmy Hart. Al termine della contesa, Alice Cooper entrò sul ring e attaccò Hart con il pitone di Roberts, Damien.
Il duo composto da The Iron Sheik e Nikolai Volkoff sfidò i Killer Bees (Jim Brunzell & B. Brian Blair). Prima di cominciare il match, Slick chiese al pubblico di alzarsi in segno di rispetto poiché il suo assistito Volkoff avrebbe cantato l'Inno Nazionale dell'Unione Sovietica; quando Volkoff cominciò a cantare, Hacksaw Jim Duggan arrivò sul ring con il suo bastone di legno con una bandiera statunitense attaccata; prese il microfono ed impedì al lottatore sovietico di cantare l'Inno. La vittoria fu del team Sheik-Volkoff: Duggan, rimasto a bordo ring, colpì Sheik con il bastone, determinando la squalifica dei Killer Bees.
L'ultimo incontro della serata fu presentato come "the biggest main event in sports entertainment"; si sfidarono il WWF Champion Hulk Hogan e André the Giant, con in palio il titolo detenuto da Hogan. Howard Finkel presentò l'annunciatore speciale del match, Bob Uecker e l'addetta al cronometro, Mary Hart. I fan coprirono l'ingresso di André the Giant con cori di disapprovazione, mentre salutarono l'ingresso di Hogan con una grande ovazione. Dopo circa due minuti dall'inizio del match, Hogan tentò di applicare un bodyslam su André, me non riuscì a sollevare il gigante. Più avanti, Hogan riuscì a sollevare André con uno scoop slam seguito da un leg drop che gli valse la vittoria e il mantenimento del titolo.

### Conseguenze
Piper fu impegnato nella realizzazione di due pellicole, Apocalisse a Frogtown - La città delle rane e Essi vivono, facendo sporadiche apparizioni durante gli show WWF prima del suo definitivo ritorno con il suo Piper's Pit a WrestleMania V. Lottò ancora attivamente per oltre dieci anni.
Dopo WrestleMania III, il feud tra Hogan e André the Giant andò avanti, terminando definitivamente solo a WrestleMania IV. André restò lontano dalle scene per almeno un anno, tornando quindi a lottare più per i soldi che per la voglia di farlo. Il primo match televisivo tra Hogan ed André dopo WrestleMania III si svolse durante Saturday Night's Main Event, sulla NBC, il 5 febbraio 1988; l'evento fu seguito da oltre trentatré milioni di telespettatori, rendendolo il match più seguito nella storia del wrestling. In questo incontro, André pose la parola fine sul regno durato oltre quattro anni di Hogan, aiutato irregolarmente dalla coppia di arbitri gemelli Earl e Dave Hebner.
In seguito al successo di WrestleMania III e per sfruttare il grande seguito ottenuto grazie al feud tra Hogan e André, la WWF creò Survivor Series. Venti anni dopo, a WrestleMania 23, venne celebrata WrestleMania III: l'evento si svolse nell'area metropolitana di Detroit, vennero mostrati filmati della terza WrestleMania, Aretha Franklin fu invitata a cantare America the Beautiful e Kane colpì con uno scoop slam The Great Khali.

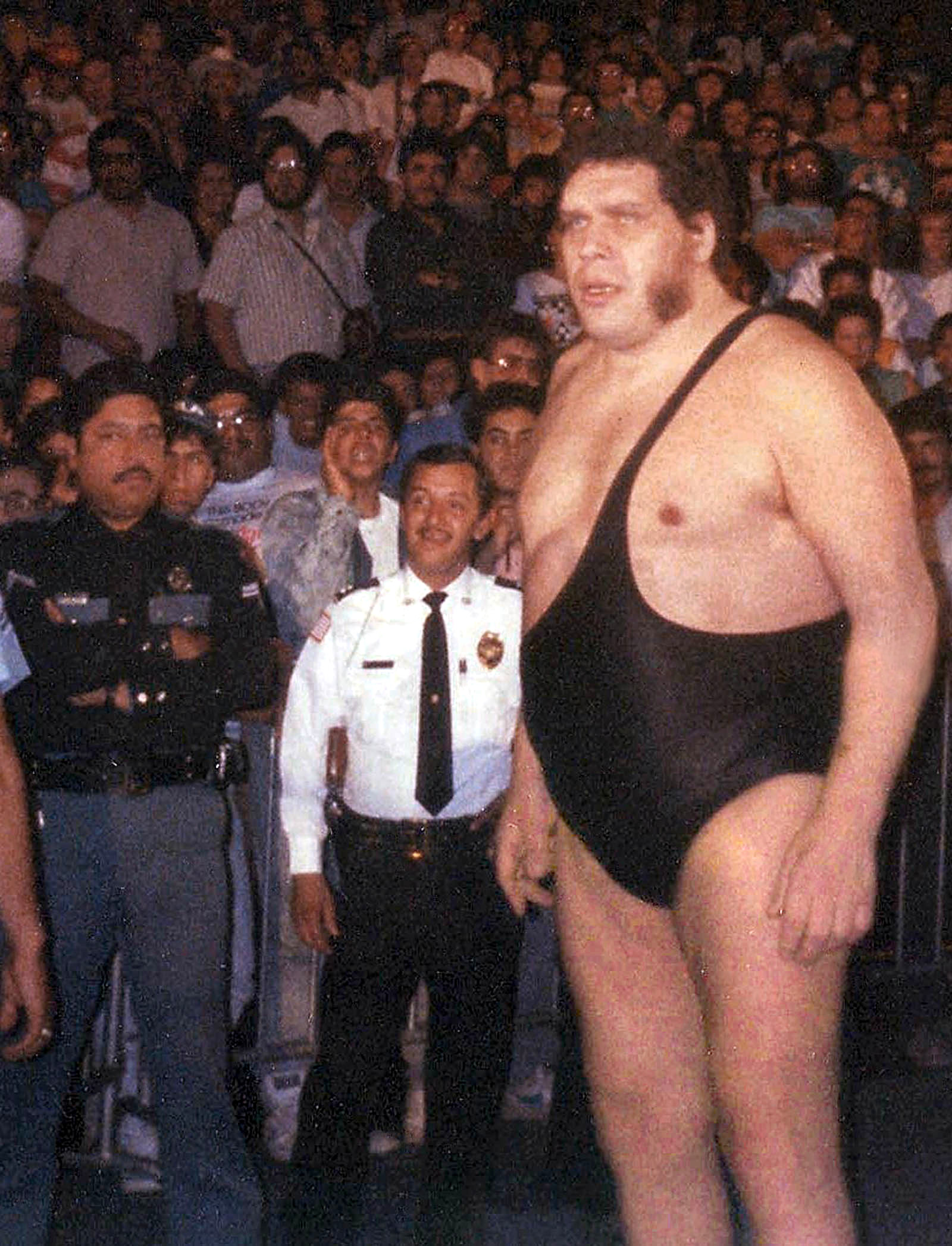
André the Giant affrontò Hulk Hogan per il WWF Championship.

## Accoglienza
Negli anni successivi a WrestleMania III, il match tra Savage e Steamboat è stato classificato dalla critica e dagli altri lottatori come uno dei più grandi match di wrestling di tutti i tempi. Pro Wrestling Illustrated e Wrestling Observer Newsletter nominarono il match il più importante del 1987. La IGN lo mise nella classifica Top 20 Matches in WrestleMania History, al 6º posto. Steamboat descrisse l'incontro come "il momento che a quel tempo mi definì come wrestler". Thomas Golianopoulos mise al 1º posto il match nella lista 50 Greatest Matches in WrestleMania History; invece, il match tra Hulk Hogan e André the Giant non fu apprezzato dai critici. Dave Meltzer diede al match quattro stelle in negativo e la Wrestling Observer Newsletter lo nominò come peggior match dell'anno.
Ci fu un dibattito sul pubblico veramente presente nell'arena. Infatti Dave Meltzer dichiarò che in realtà c'erano circa 78.000 persone, ma la WWE continua a dichiarare che nell'arena c'erano 93.173 persone. Randy Savage disse che prima di WrestleMania III, durante una famosa partita di calcio, i posti a sedere erano circa 80.311 e che riuscirono ad aggiungerne 13.000. Savage aggiunse anche che dalle immagini trasmesse in TV non sembrava che ci fossero posti vuoti e che la visita di Giovanni Paolo II allo stesso stadio aveva registrato una presenza del pubblico maggiore, ovvero di 93.682 persone.
Ufficialmente WrestleMania III è stato classificato al secondo posto per quanto riguarda il pubblico nell'arena, seguito da WrestleMania 29 con 80.676 persone al MetLife Stadium nel New Jersey nel 2013, e SummerSlam (1992) al Wembley Stadium a Londra, Inghilterra, con 80.355 persone a seguire l'evento dal vivo. Attualmente il record appartiene a WrestleMania 32 del 2016 con una presenza di 101,000 spettatori.

## Risultati
| #  | Risultati | Stipulazioni                                          | Durata |
| -- | --- | ----------------------------------------------------- | ------ |
| 1  | The Can-Am Connection (Rick Martel e Tom Zenk) hanno sconfitto Bob Orton e The Magnificent Muraco (con Mr. Fuji)                                                          | Tag team match                                        | 05:37  |
| 2  | Billy Jack Haynes vs. Hercules (con Bobby Heenan) termina in un doppio countout                                                                                           | Single match                                          | 07:44  |
| 3  | Hillbilly Jim, Haiti Kid e Little Beaver hanno sconfitto King Kong Bundy, Little Tokyo e Lord Littlebrook per squalifica                                                  | Six-man tag team match                                | 03:23  |
| 4  | Harley Race (con Bobby Heenan e The Fabulous Moolah) ha sconfitto Junkyard Dog                                                                                            | Loser Must Bow match                                  | 04:22  |
| 5  | The Dream Team (Greg Valentine e Brutus Beefcake) (con Johnny Valiant e Dino Bravo) ha sconfitto The Fabulous Rougeaus (Jacques e Raymond)                                | Tag team match                                        | 04:03  |
| 6  | Roddy Piper ha sconfitto Adrian Adonis (con Jimmy Hart) | Hair vs. Hair match                                   | 06:54  |
| 7  | The Hart Foundation (Bret Hart e Jim Neidhart) e Dangerous Danny Davis (con Jimmy Hart) ha sconfitto The British Bulldogs (Davey Boy Smith e Dynamite Kid) e Tito Santana | Six-man tag team match                                | 08:52  |
| 8  | Butch Reed (con Slick) ha sconfitto Koko B. Ware | Single match                                          | 03:39  |
| 9  | Ricky Steamboat (con George Steele) ha sconfitto Randy Savage (c) (con Miss Elizabeth)                                                                                    | Single match per il WWF Intercontinental Championship | 14:35  |
| 10 | The Honky Tonk Man (con Jimmy Hart) ha sconfitto Jake Roberts (con Alice Cooper)                                                                                          | Single match                                          | 07:04  |
| 11 | The Iron Sheik e Nikolai Volkoff (con Slick) sconfissero The Killer Bees (B. Brian Blair e Jim Brunzell) per squalifica                                                   | Tag team match                                        | 05:44  |
| 12 | Hulk Hogan (c) ha sconfitto André the Giant (con Bobby Heenan) | Single match per il WWF Championship                  | 12:01  |